# Eupteryx formaster
Eupteryx formaster är en insektsart som beskrevs av Logvinenko 1966. Eupteryx formaster ingår i släktet Eupteryx och familjen dvärgstritar. Inga underarter finns listade i Catalogue of Life.